# Max Hooper Schneider
Max Hooper Schneider (* 1982 in Los Angeles) ist ein US-amerikanischer Künstler.

## Leben und Arbeit
Er erwarb 2011 seinen Master-Abschluss in Landschaftsarchitektur an der Harvard Graduate School of Design und seinen Bachelor-Abschluss in Stadtplanung und Biologie an der New York University. Zusätzlich studierte er Meeresbiologie und Entomologie an der University of Hawaiʻi at Mānoa und dem Santa Monica College. Dadurch, dass er bereits in seiner Kindheit in der Nähe des Pazifiks aufgewachsen ist und eine ganze Reihe an Aquarien besaß, besteht seine Faszination für das Meer seit jeher.
2011 kam er durch eine Ausstellung von Pierre Huyghes mit dessen Werk in Berührung. Nach seiner Rückkehr nach New York bewarb er sich auf eine ausgeschriebene Stelle bei ihm, in der Kenntnisse in Aquaristik, Meeresbiologie und zeitgenössischer Kunst gefragt waren. Aufgrund seines einzigartigen Hintergrunds wurde er direkt eingestellt und arbeitete in den folgenden drei Jahren freiberuflich für Huyghe als Installationstechniker, mit Fokus auf Aquarienpflege, biologische Systeme und Wasserparameter.
Auf einem Flug von Santa Fe nach New York traf er zufällig die Bildhauerin Lynda Benglis, deren Werk er besonders bewunderte. Aus dem Gespräch entwickelte sich eine enge Beziehung, durch der er die Möglichkeit erhielt, seine erste offizielle Arbeit im Rahmen der Land Art Mongolia 360° Biennale zu realisieren. Auf einem Granitfelsen in der Wüste Gobi installierte er eine phosphoreszierende Zementfläche, die aufgrund fehlender Lichtverschmutzung nachts stark leuchtete. Das Werk wurde laut den Veranstaltern später von Nomaden als Orientierungspunkt genutzt und von Schamanen als ritueller Ort angenommen, um dort Knochen zu hinterlassen. Max empfand das selbst als sehr bedeutsam, wenn die eigene künstlerische Arbeit etwas anderes schafft als sich selbst.
Einige seiner heutigen Arbeiten sind komplexe, in Terrarien und Aquarien eingeschlossene Mikrokosmen, in denen sich biologische und synthetische Materialien mit Wasser- und Pflanzenleben vermischen. Ein Beispiel hierfür ist das Werk Hair Metastasis, das 2017 in der Ausstellung Mutations auf der High Line in New York zu sehen war: ein großes, wirbelndes Aquarium, das an ein Unterwasserfilmset aus einem Science-Fiction-Film der 1980er Jahre erinnerte. Darin befanden sich sowohl natürliche Objekte wie Kristalle und Edelsteine als auch Alltagsgegenstände wie Rasierklingen, Tastaturtasten, Halsketten, Gummibänder und chirurgische Skalpelle. Für ihn ist Biologie nicht nur ein Fachgebiet, sondern ein universeller Bezugsrahmen: Alles ist Natur, auch Plastikspielzeug oder tote Hautzellen auf einer Computertastatur.
2017 wurde er mit dem BMW Art Journey Preis und 2023 mit dem Schmidt Ocean Institute Preis ausgezeichnet. Er lebt und arbeitet in Los Angeles.

## Ausstellungen (Auswahl)

### Einzelausstellungen
- 2024: Carnival of Gestation, UCCA Dune, Qinhuangdao, China
- 2022: Keep On Rotting In The Free World, MOCO, Montpellier, Frankreich
- 2021: Damaged by Miracles, High Art, Paris, Frankreich
- 2019: Max Hooper Schneider, Hammer Projects, Hammer Museum, Los Angeles

### Gruppenausstellungen
- 2024: Pansori – a soundscape of the 21st century, 15th Gwangju Biennale, Gwangju, South Korea
- 2023: Death and the Devil: The Fascination with Horror, Museum Kunstpalast, Düsseldorf, Deutschland
- 2022: A Gateway to Possible Worlds, Centre Pompidou Metz, Metz, Frankreich
- 2022: Planet B, Radicants, Palazzo Bollani, Venedig, Italien
- 2021: Sunrise|Sunset, Schinkel Pavillon, Berlin, Deutschland
- 2019: You: Oeuvres de la Collection Lafayette Anticipations, Musée d’Art Moderne de la Ville de Paris, Frankreich
- 2019: 16th Istanbul Biennale, Türkei
- 2018: 13th Baltic Triennial, Vilnius, Litauen
- 2017: Mutations, High Line, New York, USA